# Îles Carolines
Pour les articles homonymes, voir Caroline.
Les îles Carolines forment un vaste archipel de petites îles réparties dans le sud de la mer des Philippines et dans le sud-ouest de l'océan Pacifique nord, au nord et au nord-est de la Nouvelle-Guinée. L'archipel s'étale d'ouest en est et sur une longueur de 3 552 km, depuis l'île de Hatohobei (Palaos) jusqu'à l'île de Kosrae (États fédérés de Micronésie). Elles comptaient 126 867 habitants en 2014 pour 963 îles, la plupart désertes.

## Géographie
Politiquement, l'archipel se subdivise entre les Palaos à l'extrémité ouest de l'archipel et les États fédérés de Micronésie à l'est.
La plupart des 963 îles ont un relief très plat de type atoll.

## Histoire
Au milieu de l'année 1525, une tempête emporte les navigateurs portugais Diogo da Rocha et Gomes de Sequeira (en) à l'est des Moluques (via Célèbes) ; ils atteignent plusieurs îles des Carolines et y restent jusqu'au 20 janvier 1526. Les îles Carolines sont redécouvertes le 22 août 1526 par les explorateurs espagnols Toribio Alonso de Salazar et Diego de Saavedra, apercevant l'île de San Bartolomé ou Taongui. Le 1er janvier 1528, le navigateur Álvaro de Saavedra prend possession au nom du roi d'Espagne des îles d'Uluti, visitant l'archipel en 1542 (Islas Matelotes), 1543, 1545 et Legazpi en 1565. Le Portugais Diego da Rocha les nomme Ilhas Sequeira en 1527. Les explorateurs espagnols les appellent à partir de 1543 les Nouvelles Philippines (Nuevas Filipinas), et finalement l'amiral Francisco Lazeano les nomme Islas Carolinas en l'honneur de Charles II d'Espagne en 1686.
À la suite de la revendication des îles par l'Espagne en 1875, l'Allemagne, qui a occupé les îles Yap dans l'archipel, s'oppose à l'Espagne. Le litige est tranché par un arbitrage du pape Léon XIII en 1885 en faveur de l'Espagne, qui commence à occuper l'archipel en 1886.
En 1899, à la suite de la guerre hispano-américaine, l'Espagne vend les îles pour 25 millions de pesetas à l'Allemagne, qui les intègre à la Nouvelle-Guinée allemande. 
Lors de la Première Guerre mondiale, le Japon occupe les îles en 1914 et reçoit un mandat de la Société des Nations (SDN) en 1920 mais ne les rend pas lorsqu'il quitte la SDN en 1935. Après la Seconde Guerre mondiale, les îles deviennent un territoire des États-Unis et obtiennent leur indépendance en 1986 pour les États fédérés de Micronésie, et en 1994 pour les Palaos.

### Sources
- (en) The World Factbook - Federated States of Micronesia
- (en) The World Factbook - palau